# Minus (label)
Minus (Minus Multimedia GmbH en Allemagne et Minus Inc. au Canada), communément désigné par la graphie m_nus ou m-nus, est un label de musique électronique canadien et allemand fondé par Richie Hawtin en 1998. Depuis que son fondateur s'est établi en Allemagne, il possède la particularité d'avoir deux bureaux : l'un à Berlin, l'autre à Windsor (Canada).

## Historique
Richie Hawtin crée le label Minus en 1998, dans le but d'expérimenter de nouvelles choses et d'avoir une structure qui s'identifie à lui et vice-versa. Ce label devient en quelques années une référence mondiale de la techno minimale et lance de nombreux artistes de la scène minimale, parmi lesquels les musiciens Marc Houle, Troy Pierce ou encore Magda, mais aussi des artistes visuels comme Ali Demirel.
Fin 2006, Resident Advisor gratifie M_nus de la première place de son classement annuel des meilleurs labels de musique électronique, reconnaissant son succès tant dans les clubs et lors des diverses soirées de l'année que dans ses choix de sorties musicales.
En 2008, Minus célèbre ses 10 ans au travers d'une vaste tournée mondiale avec les artistes du label : Contakt,.

## Positionnement
D'après Richie Hawtin, Minus n'est pas qu'un label musical, c'est le propagateur d'une esthétique mélangeant musique, technologie et art : 
« I think the Minus aesthetic has always been about finding a balance between music and technology and art, and finding a refinement and balance within the components that you're using to make that statement. »
Par ailleurs, le label fait le vœu de respecter l'environnement : en 2007, Minus annonce vouloir réduire son empreinte écologique en adhérant au programme de compensation carbone de la société allemande Atmosfair.

## Discographie

### 1998
- Concept 1 - Concept 1 - 96:CD
- Concept 1 - Concept 1 - 96:VR
- Plastikman - Consumed
- Plastikman - Hypokondriak / Afrika
- Plastikman - Artifakts (bc)
- Theorem - Shift
- Theorem - Cinder
- Theorem - Embed

### 1999
- Plastikman - PK
- Richie Hawtin - Decks, EFX & 909
- F.U.S.E. vs. Plastikman - Epok
- Swayzak vs Theorem - Break In At Apartment 205
- Richie Hawtin - Minus Orange
- Richie Hawtin - Orange
- Theorem - Fallout
- Theorem - Ion
- Richie Hawtin - Minus Yellow

### 2000
- From Within - From Within I
- From Within - From Within II
- From Within - From Within III
- Theorem vs. Stewart Walker - Intervals
- Richie Hawtin - Minus Yellow
- Electric Deluxe - Electric Deluxe
- Theorem vs Swayzak - Day From Hell
- Theorem vs. Stewart Walker - Recoil
- Theorem Vs. Stewart Walker - Stewart Walker Vs Theorem

### 2001
- Richie Hawtin - DE9 | Closer to the Edit
- Robotman / F.U.S.E. - Hypnofreak / NT
- Niederflur - Kalk-Kapelle
- Niederflur - Autobahn
- Niederflur - Zollstock

### 2002
- Bug vs. Hawtin - Low Blow
- Theorem - THX - Experiments In Synchronicity
- Niederflur - ND4
- Richie Hawtin & Sven Väth - The Sound Of The Third Season
- Plastikman - Kontakt
- Theorem vs. Sutekh - Untitled

### 2003
- I. A. Bericochea - A
- I. A. Bericochea - Rojo
- Algoritmo - Indus EP
- Plastikman - Disconnect
- Plastikman - Closer

### 2004
- Plastikman - Nostalgik.1
- Plastikman - I Don't Know
- Run Stop Restore - Geometry
- False - Sink The Ship EP
- DJ Minx - A Walk In The Park EP
- Marc Houle - Restore
- Mathew Jonson - Decompression EP
- DJ Minx - A Walk In The Park (remix)
- Slacknoise vs. Plexus - Ana Tak

### 2005
- Plastikman - Nostalgik.2
- Plastikman / Actual Jakshun - Nostalgik.2 / Sequential Circus
- Minimize To Maximize
- Actual Jakshun - Sequential Circus EP
- Troy Pierce / False - Run / River Camping
- Troy Pierce - Run
- False - River Camping
- Heartthrob - Time For Ensor
- Richie Hawtin - DE9 | Transitions
- Richie Hawtin - The Tunnel / Twin Cities
- Magda - Stop
- Gaiser - And Answer

### 2006
- Richie Hawtin - Kontakt RTW
- Berg Nixon - Box Escape
- Troy Pierce - 25 Bitches Vol. I
- Troy Pierce - 25 Bitches Vol. II
- min2MAX
- Loco Dice - Seeing Through Shadows
- Loco Dice / Wink - Seeing Through Shadows / Have To Get Back
- Wink - Have To Get Back (Non Vox Version)
- Marc Houle - Bay Of Figs
- Magda - She's A Dancing Machine
- JPLS - Program
- Gaiser - Neural Block

### 2007
- Ambivalent - R U OK
- Marc Houle - Techno Vocals
- JPLS - Twilite
- Troy Pierce - Gone Astray
- Nothing Much (A Best Of Minus)
- False - Fed On Youth
- False - 2007
- JPLS - Fuckshuffle EP
- Nothing Much - A Best Of Minus
- Expansion | Contraction
- Plastikman - Nostalgik.3
- Minimize To Maximize
- Tractile - Silent Movie(2 versions) - 2007
- Mvs1
- Heartthrob - Baby Kate Remixes
- Jon Gaiser - Withdrawal
- Gaiser - Eye Contact
- Ambivalent - R U OK Remixes
- Barem - Never Better Than Late
- min2MAX Part 1
- min2MAX Part 2
- min2MAX Part 3
- Niederflur - DIN

### 2008
- Fabrizio Maurizi - OK, Switch On
- Heartthrob - Dear Painter, Paint Me
- Gaiser - Blank Fade
- Heartthrob - Signs
- Marc Houle - Sixty-Four
- JPLS - Combination EP
- Gaiser - Trunkated EP
- Barem - Kolimar EP
- Hobo - From A To B
- Richie Hawtin - Sounds From Can Elles
- JPLS - Spook Trax
- Niederflur - Typo EP
- Louderbach & Click Box - Body Is To Acid / Dance Of The Sugar Plums Fairy

### 2009
- Fabrizio Maurizi - Habitat
- False - Love Letters
- Click Box - Shades
- JPLS + Ambivalent - Creeps EP
- Louderbach - Shine
- Louderbach - Autumn
- Click Box - Wake Up Call
- Marc Houle - Licking Skin
- Ambivalent - Is 5
- Click Box vs Run Stop Restore - Helen In The Keller
- Gaiser - Pullpush
- Gaiser - Flashed
- JPLS - The Depths
- Marco Carola - Walking Dog
- Hobo - Trackz
- JPLS - Spook Trax Vol.II
- Marc Houle - Salamandarin EP

### 2010
- Making Contakt - Soundtrack
- Gaiser - Static Level
- Ambivalent - Rumors
- Gaiser - Unstable Witness
- Heartthrob - Setting Up
- Heartthrob & Troy Pierce - Square One
- Ambivalent - Down
- Fabrizio Maurizi - Chronicles
- Marc Houle - Drift
- Plastikman - Slinky
- Magda - From The Fallen Page
- JPLS - Voxplosion
- Hobo - Berlin Booty

### 2011
- Gaiser - Unstable Static
- Plastikman - Arkives 1993 - 2010
- Ambivalent + Alexi Delano - Brooklyn Weekdays
- Marco Carola - Groove Catcher
- Marco Carola - Play It Loud!
- Kazuya Nagaya - Utsuho
- Mathew Jonson - Learning To Fly
- Barem - Blue
- Barem - After The Storm
- Loco Dice - Knibbie Never Comes Alone / Loose Hooks
- Gaiser - Some Slip
- Jake & Amber - This Is Mine
- Gaiser Presents Void - No Sudden Movements
- Matador - Kingswing

### 2012
- Matador - Spooks EP
- Hobo - Iron Triangle

## Reportages vidéo
: document utilisé comme source pour la rédaction de cet article.
- (en) Slices DVD, issue 3-08, Label feature: Minus, 2008
- (en) Making Contakt - The Documentary, réalisé par Ali Demirel, Niamh Guckian et Richie Hawtin, 2010